# Wappen Indonesiens
Der goldene Garuda-Adler trägt das Wappen Indonesiens mit einer goldenen Kette um den Hals. Seine 17 Flug- und 8 Schwanzfedern stehen für den 17. August 1945. Dieser Freitag war der Tag der Proklamation der Unabhängigkeit. Das Wappen stellt die Pancasila, die 5 Grundsätze des Staates, dar.
Die Grundsätze lauten:
1. Der goldene Stern auf dem schwarzen Schild in der Mitte des Wappens steht für den Glaube an einen Gott.
2. Im roten Feld vorn, der Büffelkopf symbolisiert die Demokratie.
3. Im silbernen Feld hinten oben ein  Banyam-Baum, der für die nationale Einheit steht.
4. Im silbernen rechten unteren Feld wird Reis und Baumwolle dargestellt, welche für soziale Gerechtigkeit und die Gleichheit von Mann und Frau stehen.
5. Die goldene Kette in dem unteren linken roten Feld besteht aus runden und eckigen Gliedern. Sie ist das Symbol für die Humanität in der Gesellschaft.

Diese 5 Grundsätze stehen im silbernen Band unter der Devise „BHINNEKA TUNGGAL IKA“, was so viel bedeutet wie „Einigkeit in der Vielfalt“.